# 埃克代克
埃克代克（法語：Ecquedecques，法語發音：[ɛkdɛk]）是法国上法蘭西大區加来海峡省的一个市镇，属于贝蒂讷区。

## 地理
埃克代克（50°33'40"N, 2°26'53"E）面积2.63 平方千米，位于法国上法蘭西大區加来海峡省，该省份为法国北部沿海省份，西北濒北海，南至索姆省，东临北部省。
与埃克代克接壤的市镇（或旧市镇、城区）包括：布雷克、莱斯佩斯、利莱尔。

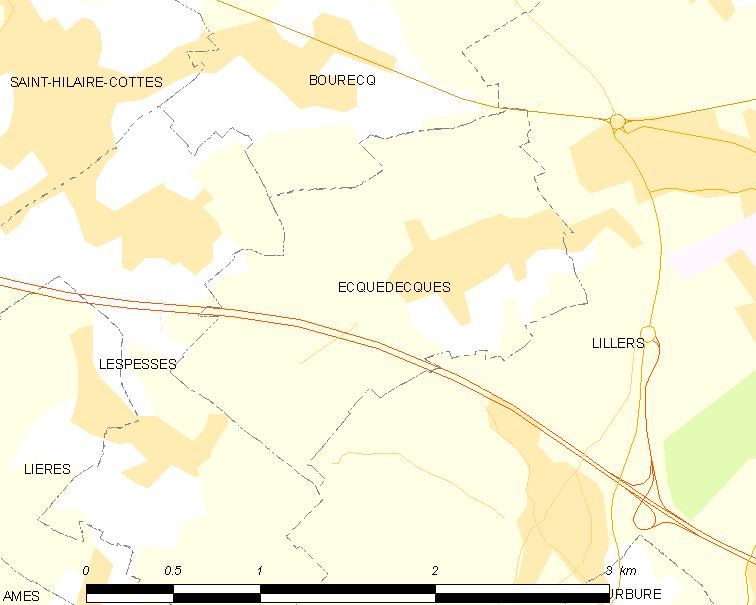
埃克代克的OSM定位图

埃克代克的时区为UTC+01:00、UTC+02:00（夏令时）。

## 行政
埃克代克的邮政编码为62190，INSEE市镇编码为62286。

## 政治
埃克代克所属的省级选区为利莱尔县。

## 人口

1962-2008年间埃克代克人口变化图示

埃克代克于2022年1月1日时的人口数量为510人。